# Flemingia procumbens
Flemingia procumbens là một loài thực vật có hoa trong họ Đậu. Loài này được Roxb. miêu tả khoa học đầu tiên.